# Valentine Goby
Valentine Goby, née à Grasse en 1974, est une écrivaine française. Elle vit en région parisienne.

## Biographie
Après des études à Sciences Po, Valentine Goby a vécu trois ans en Asie, à Hanoï et à Manille, où elle a travaillé pour des associations humanitaires auprès d'enfants des rues. Elle a commencé sa carrière professionnelle chez Accenture où elle a travaillé en ressources humaines de 1999 à 2001.
Elle publie son premier roman en 2002 chez Gallimard : La Note sensible, qui obtient le prix René-Fallet 2003. Elle devient enseignante en lettres et en théâtre, métier qu'elle exerce en collège durant huit années avant de se consacrer entièrement à l'écriture, et à de multiples projets autour des livres : ateliers, rencontres, conférences, résidences d'écritures en milieu scolaire, détention, en médiathèque, à l'université.
Elle est maître de conférences à Sciences Po en littérature et ateliers d'écriture de 2013 à 2016, et chroniqueuse pour le journal La Croix de septembre 2016 à janvier 2017. Outre ses publications en littérature générale, elle écrit une œuvre importante pour la jeunesse.
Publié chez Actes Sud en 2013, son roman Kinderzimmer reçoit plusieurs prix littéraires l'année suivante, dont le prix des libraires. Il est traduit ou en cours de traduction en plusieurs langues.
Valentine Goby a été présidente du Conseil permanent des écrivains à partir de 2014, vice-présidente de La Charte des auteurs et illustrateurs jeunesse, administratrice de la SOFIA. Elle est chevalière des Arts et des Lettres.
En août 2022, paraît son roman L’Île haute chez Actes sud.

## Œuvres
- La Note sensible, Gallimard, 2002  (ISBN 2070765415) ; Folio, 2004  (ISBN 207031331X)  Prix René-Fallet 2003[1]
- Sept jours, Gallimard, 2003  (ISBN 2070733025) ; Folio, 2016
- L'Antilope blanche, Gallimard, 2005  (ISBN 2070774732) ; Feryane, 2006  (ISBN 2840116928) ; Folio, 2007  (ISBN 2070347109)
- Manuelo de la Plaine, Gallimard Jeunesse, coll. « Folio junior », 2007
- Petit éloge des grandes villes, Gallimard, coll. « Folio 2 euros », 2007
- L'Échappée, Gallimard, 2007  (ISBN 207078407X) ; Folio, 2008
- Collection Français d'ailleurs
  - Le Rêve de Jacek, de la Pologne aux Corons du Nord, illustrations de Olivier Tallec, Autrement Jeunesse, 2007 ; Casterman poche, 2015
  - Le Cahier de Leila, de l'Algérie à Billancourt, illustrations de Ronan Badel, Autrement Jeunesse, 2007 ; Casterman poche, 2015
  - Adama ou la Vie en 3D, du Mali à Saint-Denis, illustrations de Olivier Tallec, Autrement Jeunesse, 2008 ; Casterman poche, 2015
  - Le Secret d'Angelica, de l'Italie aux fermes du Sud-ouest, illustrations de Ronan Badel, Autrement Jeunesse, 2008
  - Thiên An ou la grande traversée, du Viêtnam à Paris XIII, illustrations de Ronan Badel, Autrement Jeunesse, 2009 ; Casterman poche, 2015
  - Chaïma et les secrets d'Hassan, du Maroc à Marseille, illustrations de Ronan Badel, Autrement Jeunesse, 2009
  - Anouche ou la fin de l'errance, de l'Arménie à la Vallée du Rhône, Autrement Jeunesse, 2010
  - João ou l'année des révolutions, du Portugal à Champigny, Autrement Jeunesse, 2010
  - Antonio ou la Résistance, de l'Espagne à la région Toulousaine[5], illustrations de Ronan Badel, Autrement Jeunesse, 2011, Prix du roman historique.
  - Lyuba ou la tête dans les étoiles, de la Roumanie à l'Île de France, illustrations de Ronan Badel, Autrement Jeunesse, 2012
  - Les Deux Vies de Ning. De la Chine à Paris-Belleville, illustré par Philippe de Kemmeter, Autrement Jeunesse, 2013  
    - Tous Français d'ailleurs 1, Casterman, 2016[6], Grand format jeunesse
    - Tous Français d'ailleurs 2, Casterman, 2016[6], Grand format jeunesse
    - Tous Français d'ailleurs, l'intégrale, Casterman, 2023.
- Qui touche à mon corps je le tue, Gallimard, 2008 ; Folio, 2010
- Méduses, Jérôme Millon, 2010 ; Folio, 2011
- Banquises, Albin Michel, 2011 ; Livre de poche, 2013
- Le Voyage immobile, Actes Sud Junior, 2012
- Le Mystère de Hawa'a, Albin Michel Jeunesse, 2013 (album)
- La Porte rouge, 2013, Thierry Magnier, (coll. « Photoroman »)
- Une preuve d'amour, éditions Thierry Magnier, 2013 et nouvelle édition 2017 (roman jeunesse)
- Kinderzimmer, Actes Sud, 2013  (ISBN 9782330022600) ; coll. « Babel », 2015

- La Fille surexposée, Alma Editeur (coll. « Pabloïd »), 2014  (ISBN 9782362791031), publication en collection Babel (sept 2022)
- Baumes, Actes Sud, 2014 (coll. « Essences »)  (ISBN 978-2-330-03689-8)
- Le Grand Mensonge de la famille Pommerol, Thierry Magnier, 2015 (coll. « En voiture Simone ! »)
- Juliette Pommerol chez les Angliches, Thierry Magnier, 2016 (coll. « En voiture Simone ! »)
- Le Sorcier vert, Thierry Magnier, 2016 (coll. « Les décadrés ») album
- Un paquebot dans les arbres, Actes Sud, 2016[9],[10]- existe en Babel  Grand prix de la fiction de la Société des Gens de Lettres 2017[11]
- La Fiesta de Mamie Pommerol, coll. « En voiture Simone ! », Thierry Magnier, 2017
- « Je me promets d'éclatantes revanches » - Une lecture intime de Charlotte Delbo, L'Iconoclaste, 2017
- Tu seras mon arbre, Thierry Magnier, 2018 Réécriture de la métamorphose d'Ovide dans laquelle Daphné se transforme en arbre pour échapper aux ardeurs d'Apollon.
- Murène, Actes Sud, 2019  (ISBN 978-2-330-12536-3) - existe en Babel Prix Sport Scriptum[12] du meilleur livre de l'Union des Journalistes Sportifs de France 2019 ; Prix Handi-Livre[13] du meilleur roman 2020.
- L'Anguille, Thierry Magnier, 2020  (ISBN 979-10-352-0345-0) Réécriture drôle et espiègle de Murène pour les 10-12 ans.
- Le Chapeau charmant, L'École des loisirs, coll. « Mouche », 2021  (ISBN 978-2-211-30003-2)
- L’Île haute, Actes Sud, 2022  (ISBN 978-2-330-16811-7)
- Doudous pride, avec Aurore Carric, Éditions Thierry Magnier, 2023 - album jeunesse
- Devenir montagne - entretiens avec Fabrice Lardreau, collection Versant Intime, Éditions Arthaud, 2024.
- Kinderzimmer BD - adaptation graphique du roman Kinderzimmer, par Ivan Gros, Actes Sud BD.

COLLECTIFS
- Collectif, Cher.e moi, Lettres à l'ado que j'étais, lettres à l'adulte que je serai, éditions du Seuil, 2022  (ISBN 978-2-02-152153-5)
- Collectif, Regards sur le sport et le handicap, éditions du Cherche-Midi, 2022  (ISBN 978-2-7491-7560-7)
- Collectif, 125 et des Milliers, Harper & Collins, 2023.
- Collectif, Les Olympes, 8 destins exceptionnels de femmes qui ont transformé le monde su sport, Éditions Albin Michel Jeunesse, 2024

## Décoration
- Chevalière de l'ordre des Arts et des Lettres (13 septembre 2016)[4]

## Prix et distinctions
- Prix René-Fallet 2003[1] pour La Note sensible
- Prix Culture et Bibliothèques pour tous 2006[14] pour L'Antilope blanche
- Sélection Grand Prix du Roman de l'Académie française 2011[15] pour Banquises
- Prix du roman historique jeunesse 2013[16] de Les Rendez-vous de l'histoire pour Antonio ou la Résistance, de l'Espagne à la région Toulousaine
- Finaliste Prix Virilo 2013[17] pour Kinderzimmer
- Prix des libraires 2014[3] pour Kinderzimmer (13 prix littéraires en tout pour Kinderzimmer)
- prix Gabrielle-d'Estrées[7] 2014 pour Kinderzimmer
- Prix Jean d'Heurs du roman historique[8] 2014 pour Kinderzimmer
- Prix Libraires en Seine Corinne Kim 2014[18] pour Kinderzimmer
- Finaliste Prix du style 2016[19] pour Un paquebot dans les arbres
- Grand prix de la fiction de la Société des Gens de Lettres 2017[11] pour Un paquebot dans les arbres
- Prix Sport Scriptum[12] du meilleur livre de l'Union des Journalistes Sportifs de France 2019 pour Murène
- Finaliste Prix du roman Fnac 2019[20] pour Murène
- Prix Handi-Livre[13] du meilleur roman 2020 pour Murène
- Sélection Pépite 2020[21], catégorie Fiction Jeunesse, Salon du livre et de la presse jeunesse pour L'Anguille
- Pour L'île haute : Prix des Librairies Payot 2022 et Prix des paysages Ecrits  de la Fondation FACIM 2023